# Blakiaster conicus
Blakiaster conicus är en sjöstjärneart som beskrevs av Perrier 1881. Blakiaster conicus ingår i släktet Blakiaster och familjen kamsjöstjärnor. Inga underarter finns listade i Catalogue of Life.